# می وین
دانا لی کاستر (انگلیسی: Donna Lee Custer؛ نام در بدو تولد: هیکی، ۸ ژانویهٔ ۱۹۲۸ – ۲۲ مارس ۲۰۲۱)، که بیشتر با نام می وین (انگلیسی: May Wynn) شناخته می‌شد، رقصنده، خواننده، و بازیگر اهل ایالات متحده آمریکا بود. وی بین سال‌های ۱۹۳۷ تا ۱۹۶۰ میلادی فعالیت می‌کرد.
وین در شهر نیویورک به دنیا آمد. او در منطقهٔ فارست هیلز، کوئینز بزرگ شد. او از نسلی از اجراکنندگان بود: پدربزرگش، برتی بلک (انگلیسی: Bertie Black)، به‌عنوان نوازنده در وُدویل کار می‌کرد و پدرش، ری هیکی (انگلیسی: Ray Hickey)، یک اجراکنندهٔ آواز و رقص در ودویل بود. وین اصل و نسبش به ایرلند برمی‌گشت. کارهای اولیه‌اش شامل مدلینگ، کار در یک فروشگاه و خدمت به‌عنوان راهنما در فرودگاه لاگواردیا بود. خارج از کار، او در مسابقات استعدادیابی مختلفی برنده شد.
وین در اکتبر ۱۹۵۶ با بازیگر جک کلی ازدواج کرد. این زوج در سال ۱۹۶۴ از هم جدا شدند. او از سال ۱۹۶۸ تا ۱۹۷۹ با جک دبلیو. کاستر (انگلیسی: Jack W. Custer) ازدواج کرده بود که در نهایت در سال ۱۹۷۹ طلاق گرفتند.
وین در مارس ۲۰۲۱ در نیوپورت بیچ، کالیفرنیا، در سن ۹۳ سالگی درگذشت.

## فیلم‌شناسی منتخب
- شورش کین (۱۹۵۴)
- آن‌ها به غرب راندند (۱۹۵۴)
- مردان خشن (۱۹۵۵)
- اسکوای سفید (۱۹۵۶)
- ماجرای هنگ‌کنگ (۱۹۵۸)